# 青山誠子
青山 誠子（あおやま　せいこ、1931年12月20日-2022年8月30日）は、日本の英文学者。シェイクスピア、シャーロット・ブロンテなどが専門。青山学院大学名誉教授。

## 来歴
名古屋市生まれ。旧姓・白井。西洋史学者・青山吉信と結婚。1954年名古屋大学文学部英文科卒業。1956年東京大学大学院修士課程修了。62年共立女子短期大学講師、助教授、72年教授、79年フェリス女学院大学教授、83-85年図書館長、87年青山学院大学教授、2000年定年退職、名誉教授。

訃報と追悼文2点がShakespeare Newsletter vol.62, No.2, 日本シェイクスピア協会、2023年3月発行に掲載。https://drive.google.com/file/d/1qKeNhwXfGXU_6JndxzqiynVuH-UpH-Ix/view

## 著書
- 『シェイクスピアの女たち』研究社選書 1981
- 『シャーロット・ブロンテの旅 飛翔への渇き』研究社出版 1984
- 『シェイクスピアにおける悲劇と変容  『リア王』から『あらし』へ』開文社出版 1985
- 『シェイクスピアとロンドン』新潮選書　1986
- 『シェイクスピアの民衆世界』研究社出版 1991
- 『ブロンテ姉妹』清水書院 (Century books)　1994、新装版2016
- 『ブロンテ姉妹 女性作家たちの十九世紀』朝日選書　1995
- 『ルネサンスを書く イギリスの女たち』日本図書センター 2000
- 『女たちのイギリス文学』開文社出版 2003
- 『シェイクスピアいろいろ』開文社出版 2013

## 共編著
- ブロンテ研究 シャーロット、エミリ、アンー作品と背景 中岡洋共編 開文社出版 1983.3
- シェイクスピア批評の現在 川地美子共編 研究社出版 1993.3
- ハムレット ミネルヴァ書房 2006.2 シリーズもっと知りたい名作の世界

## 翻訳
- 女性と文学 エレン・モアズ 研究社出版 1978.12
- イリュージョンの力 シェイクスピアと演劇の理念 アン・バートン 朝日出版社 1981.11
- シェイクスピアと民衆演劇の伝統  劇の形態・機能の社会的次元の研究 R.ヴァイマン 山田耕士共訳 みすず書房 1986.12
- 新フェミニズム批評 女性・文学・理論 エレイン・ショーウォーター編 岩波書店 1990.1
- ヴィレット シャーロット・ブロンテ「全集 5・6」みすず書房 1995.6
  - ヴィレット（上・下） 白水社・白水Uブックス 2019.8、改訂版
- ジェイン・エアは幸せになれるか? 名作小説のさらなる謎 ジョン・サザーランド 朝日千尺・山口弘恵共訳 みすず書房 1999.1

## 記念論集
- 女性・ことば・ドラマ 英米文学からのアプローチ 彩流社 2000